# Großsteingrab Lundebakkegård
Das Großsteingrab Lundebakkegård war eine megalithische Grabanlage der jungsteinzeitlichen Nordgruppe der Trichterbecherkultur im Kirchspiel Søborg in der dänischen Kommune Gribskov. Es wurde im 19. Jahrhundert zerstört.

## Lage
Das Grab lag östlich von Lundebakkegård auf einem Feld. Etwa 500 m nordnordwestlich befand sich das ebenfalls zerstörte Großsteingrab Stendyssegård.

## Forschungsgeschichte
Mitarbeiter des Dänischen Nationalmuseums führte 1886 eine Dokumentation der Fundstelle durch. Zu dieser Zeit waren nur noch geringe Reste der Anlage erhalten. Eine weitere Erkundung der Fundstelle durch Mitarbeiter des Museums in Gilleleje im Jahr 2008 erbrachte keine Hinweise auf bauliche Überreste.

## Beschreibung
Die Anlage besaß eine nord-südlich orientierte Hügelschüttung mit einer Länge von 22,5 m und einer Breite von 17 m. Der Hügel selbst war 1886 bereits abgetragen worden. Von der Umfassung waren noch sechs Steine erhalten, einer von ihnen hatte eine Länge von 1,6 m. Der Hügel enthielt in der Mitte eine Grabkammer, von der 1886 nur noch ein Wandstein erhalten war. Orientierung, Maße und Typ der Kammer ließen sich nicht mehr bestimmen.